# Circuito de Navarra
O Circuito de Navarra é uma pista de desporto motorizado em construção perto de Los Arcos, região de Navarra, no norte de Espanha. A pista terá um perímetro de 3.933 km e irá acolher a Superleague Fórmula e o FIA GT1 já em 2010. O circuito foi inaugurado a 20 de Junho de 2010.